# Vendula Adlerová
Vendula Adlerová (ur. 24 kwietnia 1984 w Pradze w Czechach) – czeska siatkarka, gra jako atakująca. Obecnie występuje w drużynie VC Stuttgart.

## Kariera
| Klub                                  | Kraj      | Od        | Do        |
| PVK Olymp Praga                       | Czechy    | 1999–2000 | 2002–2003 |
| RC Cannes                             | Francja   | 2003–2004 | 2004–2005 |
| Entente Sportive Le Cannet-Rocheville | Francja   | 2005–2006 | 2005–2006 |
| Valeriano Alles Menorca               | Hiszpania | 2007–2008 | 2007–2008 |
| Hotel Cantur Las Palmas               | Hiszpania | 2008–2009 | 2008–2009 |
| Club Voleibol Tenerife                | Hiszpania | 2009–2009 | 2009–2009 |
| Terville Florange Olympique Club      | Francja   | 2009–2009 | 2009–2009 |
| DYO Karşıyaka                         | Turcja    | 2009–2010 | 2009–2010 |
| Schweriner SC                         | Niemcy    | 2010–2011 | 2010–2011 |
| VC Stuttgart                          | Niemcy    | 2011–2012 | ...       |

## Sukcesy
- Mistrzostwo Francji 
  - Zwycięzca : 2004, 2005
- Puchar Francji
  - Zwycięzca : 2004, 2005.
- 'Mistrzostwo Niemiec
  - Zwycięzca : 2011